# Stefan Luitz
Stefan Luitz (Kempten, 26 marzo 1992) è un ex sciatore alpino tedesco.

## Biografia

### Stagioni 2008-2013
Stefan Luitz, specialista delle prove tecniche originario di Bolsterlang, ha debuttato in gare FIS nel dicembre del 2007 e ha partecipato per la prima volta a una gara di Coppa Europa due anni dopo, il 15 gennaio 2009 a Oberjoch, senza completare lo slalom speciale in programma; ha partecipato al IX Festival olimpico invernale della gioventù europea di Alta Slesia 2009, vincendo la medaglia d'argento nello slalom gigante sulla pista di Szczyrk preceduto sul podio da Mathieu Faivre, e l'anno dopo ha conquistato la medaglia d'argento nello slalom gigante ai Mondiali juniores di Monte Bianco 2010. Nel 2011 ha esordito in Coppa del Mondo, l'8 gennaio nello slalom gigante disputato sulla pista Chuenisbärgli di Adelboden senza qualificarsi per la seconda manche, e ai Campionati mondiali: nella rassegna iridata di Garmisch-Partenkirchen 2011 è stato 29º nello slalom gigante e non ha concluso lo slalom speciale.
In Coppa Europa ha conquistato il primo podio il 5 dicembre 2011 a Trysil in slalom gigante, la prima vittoria il giorno dopo nella stessa specialità e nella stessa località e la seconda e ultima vittoria il 24 gennaio 2012 a Zell am See in slalom speciale; il 9 dicembre 2012 è salito per la prima volta sul podio in Coppa del Mondo, piazzandosi 2º nello slalom gigante di Val-d'Isère alla spalle dell'austriaco Marcel Hirscher, e nella stessa stagione ha preso parte ai Mondiali di Schladming 2013, dove ha vinto la medaglia di bronzo nella gara a squadre (partecipando come riserva), si è piazzato 21º nello slalom speciale e non ha completato lo slalom gigante.

### Stagioni 2014-2025
Ai XXII Giochi olimpici invernali di Soči 2014, sua unica partecipazione olimpica, non ha concluso né lo slalom gigante né lo slalom speciale, mentre l'anno dopo ai Mondiali di Vail/Beaver Creek 2015 è stato 20º nello slalom gigante. Ai Mondiali di Sankt Moritz 2017 si è classificato 14º nello slalom gigante e 28º nello slalom speciale; il 2 dicembre 2018 ha colto sulla Birds of Prey di Beaver Creek in slalom gigante la sua unica vittoria in Coppa del Mondo. Ai Mondiali di Åre 2019 non ha completato lo slalom gigante e il 23 dicembre dello stesso anno ha conquistato l'ultimo podio in Coppa del Mondo, in Alta Badia in parallelo (2º); ai successivi Mondiali di Cortina d'Ampezzo 2021, sua ultima presenza iridata, ha vinto la medaglia di bronzo nella gara a squadre e si è piazzato 7º nello slalom gigante e 9º nel parallelo.
Ha ottenuto l'ultimo podio in Coppa Europa il 13 marzo 2024 a Trysil in slalom gigante (2º) e ha preso per l'ultima volta il via in Coppa del Mondo il 15 marzo 2025 a Hafjell nella medesima specialità, senza qualificarsi per la seconda manche; si è ritirato al termine di quella stessa stagione 2024-2025 e la sua ultima gara in carriera è stata lo slalom gigante dei Campionati tedeschi 2025, disputato ad Axamer Lizum il 5 aprile.

## Palmarès

### Mondiali
- 2 medaglie:
  - 2 bronzi (gara a squadre a Schladming 2013; gara a squadre a Cortina d'Ampezzo 2021)

### Mondiali juniores
- 1 medaglia:
  - 1 argento (slalom gigante a Monte Bianco 2010)

### Coppa del Mondo
- Miglior piazzamento in classifica generale: 23º nel 2017
- 8 podi:
  - 1 vittoria
  - 3 secondi posti
  - 4 terzi posti

#### Coppa del Mondo - vittorie
| Data            | Località     | Paese       | Specialità |
| --------------- | ------------ | ----------- | ---------- |
| 2 dicembre 2018 | Beaver Creek | Stati Uniti | GS         |

Legenda:

GS = slalom gigante

#### Coppa del Mondo - gare a squadre
- 2 podi:
  - 2 secondi posti

### Coppa Europa
- Miglior piazzamento in classifica generale: 2º nel 2012
- 10 podi:
  - 2 vittorie
  - 3 secondi posti
  - 5 terzi posti

#### Coppa Europa - vittorie
| Data            | Località    | Paese    | Specialità |
| --------------- | ----------- | -------- | ---------- |
| 6 dicembre 2011 | Trysil      | Norvegia | GS         |
| 24 gennaio 2012 | Zell am See | Austria  | SL         |

Legenda:

GS = slalom gigante

SL = slalom speciale

### Nor-Am Cup
- Miglior piazzamento in classifica generale: 44º nel 2020
- 2 podi:
  - 1 secondo posto
  - 1 terzo posto

### Australia New Zealand Cup
- Miglior piazzamento in classifica generale: 9º nel 2018
- 2 podi:
  - 1 secondo posto
  - 1 terzo posto

### Campionati tedeschi
- 7 medaglie[3]:
  - 1 oro (supercombinata nel 2012)
  - 6 bronzi (slalom gigante nel 2011; slalom gigante, slalom speciale nel 2012; slalom gigante nel 2015; slalom speciale nel 2017; combinata nel 2021)